# Шарлота Фелицита фон Брауншвайг-Люнебург
Шарлота Фелицита фон Брауншвайг-Люнебург (на немски: Charlotte Felicitas zu Braunschweig-Lüneburg; * 8 март 1671, Хановер; † 29 септември 1710, Модена) от род Велфи, е принцеса от род Велфи е принцеса от Брауншвайг-Люнебург и Каленберг и чрез женитба херцогиня на Модена и Реджо.

## Живот
Тя е голямата дъщеря на Йохан Фридрих фон Брауншвайг-Каленберг (1625 – 1679) и съпругата му Бенедикта Хенриета фон дер Пфалц (1652 – 1730). Нейната сестра Вилхелмина Амалия (1673 – 1742) се омъжва през 1699 г. за император Йозеф I (1678 – 1711).
След смъртта на нейния баща през 1679 г. майка ѝ Бенедикта Хенриета с дъщерите си се мести във френския двор в Париж при братовчедката си Елизабет Шарлота (1652 – 1722), съпруга на Филип I Орлеански.
Шарлота Фелицита се омъжва на 11 февруари 1696 г. в Модена за Риналдо д’Есте (1655 – 1737) от род Есте, херцог на Модена и Реджо. През Испанската наследствена война те са изгонени от територията им на 30 юли 1702 г., страната е окупирана от Испания и Франция. Едва на 7 февруари 1707 г. получават Модена и Реджо обратно.
Шарлота умира при раждане на дъщеря през септември 1710 г. в Палацо Дукале в Модена. Погребана е в църквата „Сан Винченцо“ в Модена.

## Деца
Шарлота и Риналдо имат седем деца:
- Бенедета д’Есте (1697 – 1777), не се омъжва
- Франческо III д’Есте (1698 – 1780), херцог 1737, ∞ 1720 Шарлота д’Орлеан (1700 – 1761), дъщеря на херцог Филип II Орлеански, регент на Франция
- Амалия д’Есте (1699 – 1778)
- Джан Франческо д’Есте (1700 – 1727), архипресвитер в Бондено (1711 – 1722), полковник кирасир в императорската войска от 1723 г
- Енриета д’Есте (1702 – 1777), ∞ 1) 5 февруари 1728 Антонио Фарнезе (1679 – 1731), херцог на Парма, ∞ 2) 2 септември 1740 Леополд фон Хесен-Дармщат (1708 – 1763)
- Клементе д’Есте (* 20/23 април 1708)
- дъщеря (* септември 1710).